# Prosečné
Prosečné je obec v okrese Trutnov v Královéhradeckém kraji. Žije zde 588 obyvatel.

## Historie
První písemná zmínka o obci pochází z roku 1437.

## Obyvatelstvo
| Rok            | 1869 | 1880  | 1890  | 1900  | 1910  | 1921 | 1930 | 1950 | 1961 | 1970 | 1980 | 1991 | 2001 | 2011 | 2021 |
| -------------- | ---- | ----- | ----- | ----- | ----- | ---- | ---- | ---- | ---- | ---- | ---- | ---- | ---- | ---- | ---- |
| Počet obyvatel | 952  | 1 022 | 1 083 | 1 101 | 1 063 | 956  | 907  | 587  | 587  | 567  | 573  | 558  | 542  | 555  | 587  |
| Počet domů     | 112  | 117   | 119   | 120   | 130   | 120  | 134  | 125  | 112  | 106  | 116  | 119  | 155  | 171  | 182  |

## Obecní správa

### Obecní symboly
Znak a vlajka byly obci uděleny rozhodnutím předsedy Poslanecké sněmovny Parlamentu České republiky dne 8. října 2001.

## Pamětihodnosti
- Kostel svaté Alžběty
- Kaple se sochou Madony
- Boží muka
- Socha svatého Jana Nepomuckého